# Porta al Cassero
Porta al Cassero è una delle sei porte cittadine di Montalcino, in provincia di Siena.

## Storia e descrizione
Non si sa molto della storia della porta: si può pensare che essa risalga, se non al XIII secolo, alla seconda metà del XIV secolo, dato che essa è addossata alla fortezza di Montalcino. La porta si chiamava, alle origini, Porta dell’Orsina ed in seguito Renai. Il nome attuale deriva, sicuramente, dal fatto che essa è addossata alla Fortezza. Come ogni porta, ad esclusione di "Porta al Corniolo", era affidata a due custodi, detti "Capodieci". La porta si trova nella parte a sud-ovest dell'abitato, alla fine di Via Ricasoli, nel Quartiere Borghetto. Essa riceveva le persone provenienti dalla Maremma, che arrivavano a Montalcino dopo aver traversato la strada sul Poggio dello Sticcio. La struttura interamente in pietra, doveva essere, originariamente più alta, dato che possiamo notare un arco che è incastonato nelle mura, ed al di sotto di quest'ultimo vi è un altro arco, che è quello effettivo della porta attuale. Nella muratura tra i due archi è incastonata la balzana, simbolo di Siena: quindi molto probabilmente le modifiche sono state apportate dopo che Montalcino cadde ufficialmente sotto il dominio senese, nel XIV secolo.